# Persone di nome Brian
| Questa pagina contiene informazioni ricavate automaticamente dalle voci biografiche con l'ausilio del template Bio e di un bot. L'aggiornamento è periodico e automatico e ricostruisce completamente la pagina. Se manca una persona in questa lista, sei pregato di non aggiungerla, ma accertati piuttosto che la sua voce biografica contenga il template Bio e che i dati anagrafici siano correttamente compilati. Se il template Bio manca, inseriscilo tu stesso o, in alternativa, metti l'avviso {{tmp\|Bio}} che ne segnala la mancanza. Se i dati riportati sono sbagliati, correggi direttamente la voce biografica; le modifiche saranno visibili in questa lista entro pochi giorni. Per chiarimenti vedi il progetto antroponimi. La lista contiene solo le 602 persone che sono citate nell'enciclopedia e per le quali è stato implementato correttamente il template Bio. Pagina aggiornata al 16 ott 2024. |

Questa è una lista di persone presenti nell'enciclopedia che hanno il prenome Brian, suddivise per attività principale.

## Allenatori di calcio(26)
- Brian Birch, allenatore di calcio e calciatore inglese (Città di Salford, n. 1931 - Sudafrica, † 1989)
- Brian Bliss, allenatore di calcio e ex calciatore statunitense (New York City, n. 1965)
- Brian Clough, allenatore di calcio e calciatore inglese (Middlesbrough, n. 1935 - Derby, † 2004)
- Brian Deane, allenatore di calcio e ex calciatore inglese (Leeds, n. 1968)
- Brian Eastick, allenatore di calcio e ex calciatore inglese (Londra, n. 1951)
- Brian Edgley, allenatore di calcio e calciatore inglese (Shrewsbury, n. 1937 - Australia, † 2019)
- Brian Etheridge, allenatore di calcio e calciatore inglese (Northampton, n. 1944 - Moulton, † 2011)
- Brian Green, allenatore di calcio e calciatore inglese (Droylsden, n. 1935 - Rochdale, † 2012)
- Brian Harvey, allenatore di calcio e ex calciatore inglese (Liverpool, n. 1947)
- Brian Horne, allenatore di calcio e ex calciatore inglese (Billericay, n. 1967)
- Brian Horton, allenatore di calcio e ex calciatore inglese (Hednesford, n. 1949)
- Brian Kerr, allenatore di calcio irlandese (Dublino, n. 1953)
- Brian Little, allenatore di calcio e ex calciatore inglese (Horden, n. 1953)
- Brian Maisonneuve, allenatore di calcio e ex calciatore statunitense (Warren, n. 1973)
- Brian McDermott, allenatore di calcio e ex calciatore inglese (Slough, n. 1961)
- Pat O'Connell, allenatore di calcio e ex calciatore inglese (Londra, n. 1937)
- Brian Priske, allenatore di calcio e ex calciatore danese (Horsens, n. 1977)
- Brian Quinn, allenatore di calcio e ex calciatore statunitense (Belfast, n. 1960)
- Brian Rice, allenatore di calcio e ex calciatore scozzese (Bellshill, n. 1963)
- Brian Riemer, allenatore di calcio danese (n. 1978)
- Brian Schmetzer, allenatore di calcio e ex calciatore statunitense (Seattle, n. 1962)
- Brian Sparrow, allenatore di calcio e calciatore inglese (Londra, n. 1962 - † 2019)
- Brian Statham, allenatore di calcio e ex calciatore inglese (Harare, n. 1969)
- Brian Stock, allenatore di calcio e ex calciatore gallese (Winchester, n. 1981)
- Brian Talbot, allenatore di calcio e ex calciatore britannico (Ipswich, n. 1953)
- Brian Turner, allenatore di calcio e ex calciatore neozelandese (n. 1949)

## Allenatori di football americano(4)
- Brian Billick, allenatore di football americano statunitense (Fairborn, n. 1954)
- Brian Callahan, allenatore di football americano statunitense (Champaign, n. 1984)
- Brian Daboll, allenatore di football americano canadese (Welland, n. 1975)
- Brian Flores, allenatore di football americano statunitense (New York, n. 1981)

## Allenatori di hockey su ghiaccio(1)
- Brian McCutcheon, allenatore di hockey su ghiaccio e ex hockeista su ghiaccio canadese (Toronto, n. 1949)

## Allenatori di pallacanestro(7)
- Brian Agler, allenatore di pallacanestro e dirigente sportivo statunitense (n. 1958)
- Brian Gregory, allenatore di pallacanestro statunitense (Mount Prospect, n. 1966)
- Brian Hill, allenatore di pallacanestro statunitense (East Orange, n. 1947)
- Brian Keefe, allenatore di pallacanestro statunitense (Winchester, n. 1976)
- Brian Lynch, allenatore di pallacanestro e ex cestista statunitense (Point Pleasant, n. 1978)
- Brian Shaw, allenatore di pallacanestro e ex cestista statunitense (Oakland, n. 1966)
- Brian Wardle, allenatore di pallacanestro e ex cestista statunitense (Clarendon Hills, n. 1979)

## Allenatori di tennis(2)
- Brian MacPhie, allenatore di tennis e ex tennista statunitense (San Jose, n. 1972)
- Brian Teacher, allenatore di tennis e ex tennista statunitense (San Diego, n. 1954)

## Animatori(1)
- Brian Fee, animatore, produttore cinematografico e regista statunitense (San Francisco, n. 1975)

## Arcivescovi cattolici(1)
- Brian Joseph Dunn, arcivescovo cattolico canadese (Saint John's, n. 1955)

## Artisti(1)
- Kaws, artista, designer e pittore statunitense (Jersey City, n. 1974)

## Artisti marziali misti(3)
- Brian Bowles, artista marziale misto statunitense (Charleston, n. 1980)
- Brian Ortega, artista marziale misto statunitense (Los Angeles, n. 1991)
- Brian Stann, artista marziale misto statunitense (Tokyo, n. 1980)

## Astronauti(1)
- Brian Duffy, ex astronauta statunitense (Boston, n. 1953)

## Astronomi(5)
- Brian G. W. Manning, astronomo britannico (Birmingham, n. 1926 - Worcestershire, † 2011)
- Brian Marsden, astronomo britannico (Cambridge, n. 1937 - † 2010)
- Brian P. Roman, astronomo statunitense
- Brian A. Skiff, astronomo statunitense
- Brian D. Warner, astronomo statunitense (n. 1952)

## Atleti paralimpici(1)
- Brian Harvey, atleta paralimpico australiano (Rockhampton, n. 1965)

## Attori pornografici(1)
- Brian Pumper, ex attore pornografico statunitense (Hempstead, n. 1981)

## Bassisti(4)
- Brian Bromberg, bassista, contrabbassista e produttore discografico statunitense (Tucson, n. 1960)
- Brian Locking, bassista e armonicista britannico (Bedworth, n. 1938 - Grantham, † 2020)
- Brian Marshall, bassista statunitense (Fort Walton Beach, n. 1973)
- Brian Wheat, bassista, compositore e produttore discografico statunitense (Sacramento, n. 1963)

## Batteristi(9)
- Brian Bennett, batterista e compositore britannico (Londra, n. 1940)
- Brian Blade, batterista statunitense (Shreveport, n. 1970)
- Brian Chase, batterista statunitense (n. 1978)
- Brian Damage, batterista statunitense (Brooklyn, n. 1963 - New York, † 2010)
- Brian Davison, batterista britannico (Leicester, n. 1942 - Bideford, † 2008)
- Brian Downey, batterista irlandese (Dublino, n. 1951)
- Brian Ireland, batterista e produttore discografico statunitense (California, n. 1980)
- Brian Tichy, batterista statunitense (Denville, n. 1968)
- Brian Viglione, batterista statunitense (Greenville, n. 1979)

## Biochimici(1)
- Brian Kobilka, biochimico statunitense (Little Falls, n. 1955)

## Biologi(1)
- Brian Charlesworth, biologo britannico (n. 1945)

## Bobbisti(1)
- Brian Shimer, ex bobbista statunitense (Naples, n. 1962)

## Canottieri(1)
- Brian Price, canottiere canadese (Belleville, n. 1976)

## Cantanti(11)
- Brian Andrews, cantante statunitense (Houston, n. 1966)
- Brian Blessed, cantante, attore e doppiatore britannico (Mexborough, n. 1936)
- Brian Fair, cantante statunitense (Boston, n. 1975)
- SYML, cantante statunitense (Issaquah, n. 1983)
- Tim Finn, cantante e chitarrista neozelandese (Te Awamutu, n. 1952)
- Brian Greenway, cantante, chitarrista e compositore canadese (Hawkesbury, n. 1951)
- Brian Hyland, cantante statunitense (n. 1943)
- Brian Johnson, cantante britannico (Dunston, n. 1947)
- Brian Joo, cantante sudcoreano (Los Angeles, n. 1981)
- Vince Taylor, cantante e musicista britannico (Isleworth, n. 1939 - Lutry, † 1991)
- Brian Welch, cantante e polistrumentista statunitense (Bakersfield, n. 1970)

## Cantautori(12)
- BC Camplight, cantautore e polistrumentista statunitense (Wenonah, n. 1979)
- Brian Fallon, cantautore statunitense (Red Bank, n. 1980)
- Brian Holland, cantautore e produttore discografico statunitense (Detroit, n. 1941)
- Brian Howe, cantautore e polistrumentista britannico (Portsmouth, n. 1953 - Lake Placid, † 2020)
- Brian Kennedy, cantautore britannico (Belfast, n. 1966)
- Brian Littrell, cantautore e musicista statunitense (Lexington, n. 1975)
- Marilyn Manson, cantautore, produttore discografico e attore statunitense (Canton, n. 1969)
- Brian McFadden, cantautore irlandese (Dublino, n. 1980)
- Brian McKnight, cantautore e produttore discografico statunitense (Buffalo, n. 1969)
- Brian Molko, cantautore e chitarrista britannico (Bruxelles, n. 1972)
- Brian Protheroe, cantautore e attore inglese (Salisbury, n. 1944)
- Brian Wilson, cantautore, musicista e compositore statunitense (Inglewood, n. 1942)

## Cestisti(49)
- Brian Asbury, ex cestista statunitense (Miami, n. 1986)
- Brian Beshara, ex cestista e allenatore di pallacanestro statunitense (Dallas, n. 1977)
- Brian Bowen, cestista statunitense (Saginaw, n. 1998)
- Brian Brown, ex cestista statunitense (Brooklyn, n. 1979)
- Brian Brunkhorst, ex cestista statunitense (Owen, n. 1945)
- Brian Butch, ex cestista e allenatore di pallacanestro statunitense (Appleton, n. 1984)
- Brian Cardinal, ex cestista statunitense (Tolono, n. 1977)
- Brian Chase, ex cestista statunitense (Washington, n. 1981)
- Brian Clifford, ex cestista statunitense (Manhattan, n. 1970)
- Brian Conklin, cestista statunitense (Eugene, n. 1989)
- Brian Cook, ex cestista statunitense (Lincoln, n. 1980)
- Brian Cusworth, ex cestista statunitense (St. Louis, n. 1984)
- Brian Davis, ex cestista statunitense (Atlantic City, n. 1970)
- Brian Evans, ex cestista statunitense (Rockford, n. 1973)
- Brian Fitzpatrick, cestista statunitense (Bethpage, n. 1989)
- Brian Fobbs, cestista statunitense (Rochester, n. 1998)
- Brian Goorjian, ex cestista e allenatore di pallacanestro statunitense (Glendale, n. 1953)
- Brian Grant, ex cestista statunitense (Columbus, n. 1972)
- Brian Greene, ex cestista statunitense (Thornton, n. 1981)
- Brian Hamilton, ex cestista statunitense (Angleton, n. 1982)
- Brian Heaney, ex cestista e allenatore di pallacanestro statunitense (New York, n. 1946)
- Scotty Hopson, cestista statunitense (Hopkinsville, n. 1989)
- Brian Howard, ex cestista statunitense (Winston-Salem, n. 1967)
- Brian Jackson, ex cestista statunitense (Los Angeles, n. 1959)
- Brian Jackson, ex cestista statunitense (Knappa, n. 1980)
- Brian Kerle, ex cestista e allenatore di pallacanestro australiano (Auchenflower, n. 1945)
- Brian Laing, ex cestista statunitense (Bronx, n. 1985)
- Brian Mahoney, ex cestista e allenatore di pallacanestro statunitense (n. 1948)
- Brian Martin, ex cestista statunitense (Fort Smith, n. 1962)
- Brian Merriweather, ex cestista statunitense (Evansville, n. 1978)
- Brian Montonati, ex cestista statunitense (Detroit, n. 1976)
- Brian Morrison, ex cestista statunitense (Seattle, n. 1982)
- Brian Oliver, ex cestista statunitense (Chicago, n. 1968)
- Brian Quinnett, ex cestista statunitense (Pullman, n. 1966)
- Brian Qvale, cestista statunitense (Williston, n. 1988)
- Brian Rahilly, ex cestista statunitense (Tarrytown, n. 1965)
- Brian Randle, ex cestista e allenatore di pallacanestro statunitense (Peoria, n. 1985)
- Brian Roberts, ex cestista statunitense (Toledo, n. 1985)
- Brian Rowsom, ex cestista e allenatore di pallacanestro statunitense (Newark, n. 1965)
- Brian Sacchetti, cestista italiano (Moncalieri, n. 1986)
- Brian Savoy, cestista argentino (Baradeiro, n. 1992)
- Brian Scalabrine, ex cestista e allenatore di pallacanestro statunitense (Long Beach, n. 1978)
- Brian Shorter, ex cestista statunitense (Filadelfia, n. 1968)
- Brian Skinner, ex cestista statunitense (Temple, n. 1976)
- Brian Taylor, ex cestista e allenatore di pallacanestro statunitense (Perth Amboy, n. 1951)
- Brian Tolbert, ex cestista statunitense (Detroit, n. 1974)
- C.J. Wilcox, ex cestista statunitense (Pleasant Grove, n. 1990)
- Brian Winters, ex cestista e allenatore di pallacanestro statunitense (Rockaway, n. 1952)
- Brian Zoubek, ex cestista statunitense (Haddonfield, n. 1988)

## Chitarristi(12)
- Brian Baker, chitarrista statunitense (n. 1965)
- Brian Bell, chitarrista statunitense (Iowa City, n. 1968)
- Buckethead, chitarrista e polistrumentista statunitense (Huntington Beach, n. 1969)
- B. J. Cole, chitarrista britannico (Enfield Town, n. 1946)
- Synyster Gates, chitarrista statunitense (Long Beach, n. 1981)
- Brian Hopper, chitarrista, cantante e sassofonista inglese (Whitstable, n. 1943)
- Brian James, chitarrista britannico (Londra, n. 1955)
- Brian May, chitarrista, cantautore e compositore britannico (Twickenham, n. 1947)
- Brian McMahan, chitarrista e cantante statunitense (Louisville, n. 1969)
- Brian Robertson, chitarrista britannico (Clarkston, n. 1956)
- Brian Setzer, chitarrista, cantante e compositore statunitense (Massapequa, n. 1959)
- Brian Tatler, chitarrista britannico (Stourbridge, n. 1960)

## Ciclisti su strada(7)
- Brian Bulgaç, ex ciclista su strada e ex triatleta olandese (Amsterdam, n. 1988)
- Brian Fowler, ex ciclista su strada neozelandese (Christchurch, n. 1962)
- Brian van Goethem, ex ciclista su strada olandese (Sluiskil, n. 1991)
- Brian Kamstra, ex ciclista su strada olandese (Assen, n. 1993)
- Brian Robinson, ciclista su strada e pistard britannico (Mirfield, n. 1930 - † 2022)
- Brian Vandborg, ex ciclista su strada danese (Snejbjerg, n. 1981)
- Brian Walton, ex ciclista su strada e pistard canadese (Ottawa, n. 1965)

## Comici(2)
- Brian Stepanek, comico e attore statunitense (Cleveland, n. 1971)
- Katya Zamolodchikova, comico e attore statunitense (Boston, n. 1982)

## Compositori(7)
- Brian Easdale, compositore britannico (Manchester, n. 1909 - † 1995)
- Brian Ferneyhough, compositore inglese (Coventry, n. 1943)
- Brian May, compositore australiano (Adelaide, n. 1934 - Melbourne, † 1997)
- Brian Newbould, compositore, direttore d'orchestra e scrittore inglese (n. 1936)
- Brian Reitzell, compositore e musicista statunitense (n. 1965)
- Brian Tyler, compositore statunitense (Los Angeles, n. 1972)
- Lustmord, compositore e musicista britannico (n. 1964)

## Compositori di scacchi(1)
- Brian Harley, compositore di scacchi britannico (Saffron Walden, n. 1883 - Bognor Regis, † 1955)

## Contraltisti(1)
- Brian Asawa, contraltista statunitense (Fullerton, n. 1966 - † 2016)

## Crickettisti(1)
- Brian Lara, crickettista trinidadiano (Santa Cruz, n. 1969)

## Critici letterari(2)
- Brian Boyd, critico letterario e docente neozelandese (Belfast, n. 1952)
- Brian Johnston, critico letterario britannico (n. 1932 - † 2013)

## Culturisti(1)
- Brian Buchanan, culturista britannico (Londra, n. 1962)

## Danzatori(2)
- Brian Bullard, ballerino, coreografo e insegnante statunitense (Pittsburg, n. 1953)
- Brian Shaw, ballerino britannico (Huddersfield, n. 1928 - † 1992)

## Dirigenti sportivi(6)
- Brian Ching, dirigente sportivo, allenatore di calcio e ex calciatore statunitense (Haleiwa, n. 1978)
- Brian Holm, dirigente sportivo, ex ciclista su strada e pistard danese (Copenaghen, n. 1962)
- Brian Ihnačák, dirigente sportivo e ex hockeista su ghiaccio canadese (Toronto, n. 1985)
- Brian McBride, dirigente sportivo e ex calciatore statunitense (Arlington Heights, n. 1972)
- Brian McClair, dirigente sportivo e ex calciatore scozzese (Airdrie, n. 1963)
- Brian Steen Nielsen, dirigente sportivo e ex calciatore danese (Vejle, n. 1968)

## Drammaturghi(2)
- Brian Clark, drammaturgo e sceneggiatore britannico (Bristol, n. 1932 - † 2021)
- Brian Friel, drammaturgo e scrittore irlandese (Omagh, n. 1929 - Greencastle, † 2015)

## Editori(1)
- Brian Blume, editore e autore di giochi statunitense (Chicago, n. 1950 - Elkhorn, † 2020)

## Egittologi(1)
- Brian Fagan, egittologo britannico (Inghilterra, n. 1936)

## Etnologi(1)
- Brian Houghton Hodgson, etnologo e naturalista inglese (Prestbury, n. 1800 - Alderley, † 1894)

## Fisici(4)
- Brian Cox, fisico, conduttore televisivo e scrittore britannico (Oldham, n. 1968)
- Brian Greene, fisico statunitense (New York, n. 1963)
- Brian Josephson, fisico gallese (Cardiff, n. 1940)
- Brian P. Schmidt, fisico statunitense (Missoula, n. 1967)

## Fondisti(1)
- Brian McKeever, fondista e biatleta canadese (Calgary, n. 1979)

## Fumettisti(5)
- Brian Azzarello, fumettista e scrittore statunitense (Cleveland, n. 1962)
- Brian Michael Bendis, fumettista statunitense (Cleveland, n. 1967)
- Brian Bolland, fumettista, disegnatore e scrittore britannico (Lincolnshire, n. 1951)
- Brian Vaughan, fumettista e sceneggiatore statunitense (Cleveland, n. 1976)
- Brian Wood, fumettista e scrittore statunitense (Essex Junction, n. 1972)

## Generali(2)
- Brian Robertson, I barone Robertson, generale inglese (n. 1896 - † 1974)
- Brian Horrocks, generale britannico (Ranikhet, n. 1895 - Chichester, † 1985)

## Giocatori di badminton(1)
- Brian Kasirye, giocatore di badminton ugandese (n. 2001)

## Giocatori di baseball(5)
- Brian Bixler, ex giocatore di baseball statunitense (Sandusky, n. 1982)
- Brian Matusz, giocatore di baseball statunitense (Grand Junction, n. 1987)
- Brian McCann, ex giocatore di baseball statunitense (Athens, n. 1984)
- Brian Roberts, ex giocatore di baseball statunitense (Durham, n. 1977)
- Brian Wilson, giocatore di baseball statunitense (Winchester, n. 1982)

## Giocatori di football americano(38)
- Brian Allen, giocatore di football americano statunitense (Clarendon Hills, n. 1995)
- Brian Asamoah, giocatore di football americano statunitense (Newark, n. 2000)
- Brian Banks, ex giocatore di football americano statunitense (Los Angeles, n. 1985)
- Brian Blades, ex giocatore di football americano statunitense (Fort Lauderdale, n. 1965)
- Brian Blados, ex giocatore di football americano statunitense (Arlington, n. 1962)
- Brian Branch, giocatore di football americano statunitense (Fayetteville, n. 2001)
- Brian Burns, giocatore di football americano statunitense (Fort Lauderdale, n. 1998)
- B.J. Cunningham, giocatore di football americano statunitense (Westerville, n. 1989)
- Brian Cushing, ex giocatore di football americano statunitense (Park Ridge, n. 1987)
- Brian Dawkins, ex giocatore di football americano statunitense (Jacksonville, n. 1973)
- Brian Griese, ex giocatore di football americano statunitense (Miami, n. 1975)
- Brian Habib, ex giocatore di football americano statunitense (Ellensburg, n. 1964)
- Brian Hartline, giocatore di football americano statunitense (North Canton, n. 1986)
- Brian Hill, giocatore di football americano statunitense (Belleville, n. 1995)
- Brian Holloway, ex giocatore di football americano statunitense (Omaha, n. 1959)
- Brian Jozwiak, ex giocatore di football americano statunitense (Baltimora, n. 1963)
- Brian Kelly, ex giocatore di football americano statunitense (Las Vegas, n. 1976)
- Brian Leonhardt, giocatore di football americano statunitense (n. 1990)
- Brian Moorman, giocatore di football americano statunitense (Wichita, n. 1976)
- Brian O'Neill, giocatore di football americano statunitense (Wilmington, n. 1995)
- Brian Orakpo, giocatore di football americano statunitense (Houston, n. 1986)
- Brian Peavy, giocatore di football americano statunitense (Houston, n. 1996)
- Brian Poole, giocatore di football americano statunitense (Brandenton, n. 1992)
- Brian Price, giocatore di football americano statunitense (Los Angeles, n. 1989)
- Brian Quick, giocatore di football americano statunitense (Columbia, n. 1989)
- Brian Robinson Jr., giocatore di football americano statunitense (Tuscaloosa, n. 1999)
- Brian Robison, giocatore di football americano statunitense (Houston, n. 1983)
- Brian Rolle, giocatore di football americano statunitense (Immokalee, n. 1988)
- Brian Sanford, giocatore di football americano statunitense (Hartford, n. 1987)
- Brian Schwenke, giocatore di football americano statunitense (Honolulu, n. 1991)
- Brian Simmons, ex giocatore di football americano statunitense (New Bern, n. 1975)
- Brian Sipe, ex giocatore di football americano statunitense (San Diego, n. 1949)
- Brian Thomas Jr., giocatore di football americano statunitense (Walker, n. 2002)
- Brian Tyms, ex giocatore di football americano statunitense (Kent, n. 1989)
- Brian Urlacher, ex giocatore di football americano statunitense (Pasco, n. 1978)
- Brian Waters, ex giocatore di football americano statunitense (Waxahachie, n. 1977)
- Brian Williams, ex giocatore di football americano statunitense (Mt. Lebanon, n. 1966)
- Brian Winters, giocatore di football americano statunitense (n. 1991)

## Giocatori di poker(2)
- Brian Rast, giocatore di poker statunitense (Denver, n. 1981)
- Sailor Roberts, giocatore di poker statunitense (n. 1931 - † 1995)

## Giornalisti(5)
- Brian Budd, commentatore televisivo e calciatore canadese (Toronto, n. 1952 - Toronto, † 2008)
- Brian Deer, giornalista britannico
- Brian Krebs, giornalista statunitense (Alabama, n. 1972)
- Brian Lamb, giornalista e imprenditore statunitense (Lafayette, n. 1941)
- Brian Price, giornalista, conduttore televisivo e rugbista a 15 britannico (Bargoed, n. 1937 - † 2023)

## Golfisti(2)
- Brian Harman, golfista statunitense (St. Simons, n. 1987)
- Brian Waites, golfista britannico (n. 1940)

## Hockeisti su ghiaccio(10)
- Brian Bellows, ex hockeista su ghiaccio canadese (St. Catharines, n. 1964)
- Brian Campbell, ex hockeista su ghiaccio canadese (Strathroy-Caradoc, n. 1979)
- Brian Elliott, hockeista su ghiaccio canadese (Newmarket, n. 1985)
- Brian Gionta, hockeista su ghiaccio statunitense (Rochester, n. 1979)
- Brian Leetch, ex hockeista su ghiaccio statunitense (Corpus Christi, n. 1968)
- Brian Loney, ex hockeista su ghiaccio canadese (Winnipeg, n. 1972)
- Brian Morenz, ex hockeista su ghiaccio canadese (Brampton, n. 1949)
- Brian Rafalski, ex hockeista su ghiaccio statunitense (Dearborn, n. 1973)
- Brian Rolston, ex hockeista su ghiaccio statunitense (Flint, n. 1973)
- Brian Watts, ex hockeista su ghiaccio canadese (Hagersville, n. 1947)

## Illustratori(1)
- Brian Selznick, illustratore e scrittore statunitense (East Brunswick, n. 1966)

## Imprenditori(3)
- Brian Armstrong, imprenditore statunitense (San Jose, n. 1983)
- Brian Chesky, imprenditore e designer statunitense (Niskayuna, n. 1981)
- Brian Epstein, imprenditore inglese (Liverpool, n. 1934 - Londra, † 1967)

## Informatici(3)
- Brian Acton, programmatore statunitense (Michigan, n. 1972)
- Brian Behlendorf, programmatore e dirigente d'azienda statunitense (n. 1973)
- Brian Kernighan, informatico canadese (Toronto, n. 1942)

## Ingegneri(1)
- Bryan Donkin, ingegnere inglese (n. 1768 - † 1855)

## Judoka(1)
- Brian Jacks, judoka inglese (Londra, n. 1946)

## Librettisti(1)
- Brian Yorkey, librettista, paroliere e sceneggiatore statunitense (Omaha, n. 1970)

## Linguisti(1)
- Brian Reynold Bishop, linguista inglese (Kingston upon Thames, n. 1934)

## Logici(1)
- Brian Skyrms, logico e filosofo statunitense (Pittsburgh, n. 1938)

## Maratoneti(1)
- Brian Kilby, maratoneta britannico (Coventry, n. 1938 - † 2024)

## Marciatori(1)
- Brian Pintado, marciatore ecuadoriano (Cuenca, n. 1995)

## Matematici(1)
- Brian Bowditch, matematico britannico (Neath, n. 1961)

## Mezzofondisti(2)
- Brian Hewson, mezzofondista britannico (Croydon, n. 1933 - Città del Capo, † 2022)
- Brian Komen, mezzofondista keniano (n. 1998)

## Militari(1)
- Brian Stanbridge, ufficiale inglese (n. 1924 - † 2003)

## Montatori(1)
- Brian Berdan, montatore statunitense

## Mountain biker(1)
- Brian Lopes, mountain biker statunitense (Mission Viejo, n. 1971)

## Musicisti(4)
- Brian Culbertson, musicista statunitense (Decatur, n. 1973)
- Danger Mouse, musicista, cantautore e produttore discografico statunitense (White Plains, n. 1977)
- Brian Eno, musicista, compositore e produttore discografico britannico (Woodbridge, n. 1948)
- Brian Ritchie, musicista statunitense (Milwaukee, n. 1960)

## Nobili(1)
- Brian di Bretagna, nobile francese

## Nuotatori(5)
- Brian Brinkley, ex nuotatore britannico (Peterborough, n. 1953)
- Brian Goodell, ex nuotatore statunitense (Stockton, n. 1959)
- Brian Job, nuotatore statunitense (Warren, n. 1951 - Palo Alto, † 2019)
- Brian Johns, nuotatore canadese (Regina, n. 1982)
- Brian Phillips, ex nuotatore canadese (Winnipeg, n. 1954)

## Orientalisti(1)
- Brian Reynolds Myers, orientalista e giornalista statunitense (n. 1963)

## Pallavolisti(3)
- Brian Cook, pallavolista statunitense (Monterey, n. 1992)
- Brian Negrón, pallavolista portoricano (Bayamón, n. 1996)
- Brian Thornton, pallavolista statunitense (Huntington Beach, n. 1985)

## Pattinatori(1)
- Brian Orser, ex pattinatore e allenatore di pattinaggio canadese (Belleville, n. 1961)

## Pattinatori artistici su ghiaccio(3)
- Brian Boitano, ex pattinatore artistico su ghiaccio statunitense (Mountain View, n. 1963)
- Brian Joubert, ex pattinatore artistico su ghiaccio francese (Poitiers, n. 1984)
- Brian Pockar, pattinatore artistico su ghiaccio canadese (Calgary, n. 1959 - Calgary, † 1992)

## Personaggi televisivi(1)
- Trixie Mattel, personaggio televisivo, cantautore e comico statunitense (Milwaukee, n. 1989)

## Pesisti(1)
- Brian Oldfield, pesista statunitense (Elgin, n. 1945 - † 2017)

## Piloti automobilistici(7)
- Brian Gubby, ex pilota automobilistico britannico (Epsom, n. 1934)
- Brian Hart, pilota automobilistico e imprenditore britannico (Enfield, n. 1936 - Epping, † 2014)
- Brian Henton, pilota automobilistico britannico (Castle Donington, n. 1946)
- Brian McGuire, pilota automobilistico australiano (East Melbourne, n. 1945 - Brands Hatch, † 1977)
- Brian Muir, pilota automobilistico australiano (Sydney, n. 1931 - Silverstone, † 1983)
- Brian Redman, ex pilota automobilistico britannico (Colne, n. 1937)
- Brian Shawe Taylor, pilota automobilistico britannico (Dublino, n. 1915 - Dowdeswell, † 1999)

## Piloti di rally(1)
- Brian Deegan, pilota di rally e stuntman statunitense (Omaha, n. 1975)

## Pittori(1)
- Brian Froud, pittore e illustratore inglese (Winchester, n. 1947)

## Poeti(2)
- Brian Merriman, poeta irlandese (Ennistymon - Limerick, † 1805)
- Brian Patten, poeta e scrittore britannico (Liverpool, n. 1946)

## Politici(13)
- Brian Babin, politico statunitense (Port Arthur, n. 1948)
- Brian Baird, politico statunitense (Chama, n. 1956)
- Brian Crowley, politico irlandese (Dublino, n. 1964)
- Brian Faulkner, politico britannico (Helen's Bay, n. 1921 - † 1977)
- Brian Fitzpatrick, politico statunitense (Filadelfia, n. 1973)
- Brian Higgins, politico statunitense (Buffalo, n. 1959)
- Brian Kemp, politico statunitense (Athens, n. 1963)
- Brian Mast, politico statunitense (Grand Rapids, n. 1980)
- Brian Pallister, politico canadese (Portage la Prairie, n. 1954)
- Brian Sandoval, politico e magistrato statunitense (Redding, n. 1963)
- Brian Schatz, politico statunitense (Ann Arbor, n. 1972)
- Brian Schweitzer, politico statunitense (Havre, n. 1955)
- Brian Simpson, politico britannico (Leigh, n. 1953)

## Predicatori(1)
- Brian Stiller, predicatore, giornalista e educatore canadese (n. 1942)

## Presbiteri(1)
- Brian Edward Daley, presbitero, teologo e docente statunitense (Orange, n. 1940)

## Produttori cinematografici(2)
- Brian Grazer, produttore cinematografico e produttore televisivo statunitense (Los Angeles, n. 1951)
- Brian Kavanaugh-Jones, produttore cinematografico statunitense (Northern California, n. 1978)

## Produttori discografici(3)
- Brian Higgins, produttore discografico britannico (n. 1966)
- Brian Howes, produttore discografico, cantante e chitarrista canadese (Los Angeles, n. 1975)
- Brian Slagel, produttore discografico statunitense (Los Angeles, n. 1961)

## Psichiatri(1)
- Brian Weiss, psichiatra e scrittore statunitense (New York, n. 1944)

## Pugili(4)
- Brian London, pugile britannico (Hartlepool, n. 1934 - Blackpool, † 2021)
- Brian Mitchell, ex pugile sudafricano (Johannesburg, n. 1961)
- Brian Nielsen, ex pugile danese (Korsør, n. 1965)
- Brian Viloria, pugile statunitense (Honolulu, n. 1980)

## Rapper(4)
- Khaligraph Jones, rapper keniota (Mbooni, n. 1990)
- Kid Ink, rapper, cantautore e produttore discografico statunitense (Los Angeles, n. 1986)
- Saigon, rapper statunitense (New York, n. 1977)
- Rich Brian, rapper indonesiano (Jakarta, n. 1999)

## Registi(11)
- Brian De Palma, regista, sceneggiatore e produttore cinematografico statunitense (Newark, n. 1940)
- Brian Gibson, regista e sceneggiatore britannico (Londra, n. 1944 - Londra, † 2004)
- Brian Grant, regista britannico
- Brian Henson, regista e produttore cinematografico statunitense (New York, n. 1963)
- Brian Desmond Hurst, regista britannico (Castlereagh, n. 1895 - Londra, † 1986)
- Brian Kirk, regista britannico (Armagh, n. 1968)
- Brian Levant, regista, produttore cinematografico e sceneggiatore statunitense (Highland Park, n. 1952)
- Brian Percival, regista britannico (Liverpool, n. 1962)
- Brian Robbins, regista, attore e produttore televisivo statunitense (New York, n. 1963)
- Brian Taylor, regista, sceneggiatore e produttore cinematografico statunitense (New York City)
- Brian Trenchard-Smith, regista, sceneggiatore e produttore cinematografico britannico (Inghilterra, n. 1946)

## Rugbisti a 13(2)
- Brian Carney, rugbista a 13, rugbista a 15 e giornalista irlandese (Cork, n. 1976)
- Brian Smith, rugbista a 13, rugbista a 15 e allenatore di rugby a 15 australiano (St. George, n. 1966)

## Rugbisti a 15(6)
- Brian Liebenberg, ex rugbista a 15 sudafricano (Benoni, n. 1979)
- Brian Lochore, rugbista a 15 e allenatore di rugby a 15 neozelandese (Masterton, n. 1940 - Masterton, † 2019)
- Brian Moore, ex rugbista a 15 e giornalista britannico (Birmingham, n. 1962)
- Brian O'Driscoll, ex rugbista a 15 irlandese (Dublino, n. 1979)
- Brian O'Meara, ex rugbista a 15 irlandese (Cork, n. 1976)
- Brian Ormson, rugbista a 15 argentino (Buenos Aires, n. 1991)

## Sceneggiatori(5)
- Brian Buckner, sceneggiatore e produttore televisivo statunitense
- Brian Clemens, sceneggiatore e produttore televisivo britannico (Croydon, n. 1931 - Londra, † 2015)
- Brian Helgeland, sceneggiatore e regista statunitense (Providence, n. 1961)
- Brian Koppelman, sceneggiatore, regista e attore statunitense (Roslyn Harbor, n. 1966)
- Brian Yuzna, sceneggiatore, produttore cinematografico e regista statunitense (Manila, n. 1949)

## Sciatori alpini(2)
- Brian McLaughlin, sciatore alpino statunitense (n. 1993)
- Brian Stemmle, ex sciatore alpino canadese (Toronto, n. 1966)

## Scrittori(11)
- Brian Aldiss, scrittore britannico (East Dereham, n. 1925 - Oxford, † 2017)
- Brian Earnshaw, scrittore britannico (Wrexham, n. 1929 - † 2014)
- Brian Freeman, scrittore statunitense (Chicago, n. 1963)
- Brian Freemantle, scrittore inglese (Southampton, n. 1936)
- Brian Garfield, scrittore statunitense (New York, n. 1939 - Pasadena, † 2018)
- Brian Glanville, scrittore e giornalista inglese (Londra, n. 1931)
- Brian Haig, scrittore statunitense (Fort Knox, n. 1953)
- Brian Jacques, scrittore inglese (Liverpool, n. 1939 - Liverpool, † 2011)
- Brian Lumley, scrittore e militare britannico (Durham, n. 1937 - † 2024)
- Brian Moore, scrittore britannico (Belfast, n. 1921 - Malibù, † 1999)
- Elwood Reid, scrittore, sceneggiatore e produttore televisivo statunitense (Cleveland, n. 1966)

## Scrittori di fantascienza(2)
- Brian Herbert, autore di fantascienza statunitense (Seattle, n. 1947)
- Brian Stableford, scrittore di fantascienza, critico letterario e traduttore britannico (Shipley, n. 1948 - Swansea, † 2024)

## Scultori(1)
- Brian Muir, scultore britannico (n. 1952)

## Siepisti(1)
- Brian Diemer, ex siepista statunitense (Grand Rapids, n. 1961)

## Slittinisti(1)
- Brian Martin, ex slittinista statunitense (Palo Alto, n. 1974)

## Sociologi(1)
- Brian Martin, sociologo e attivista australiano (n. 1947)

## Sollevatori(1)
- Brian Shaw, sollevatore e strongman statunitense (Fort Lupton, n. 1982)

## Sovrani(2)
- Brian Boru, sovrano irlandese (Killaloe - Clontarf, † 1014)
- Brian Ua Neill, sovrano († 1260)

## Storici(1)
- Brian P. Levack, storico statunitense (n. 1943)

## Stuntman(1)
- Brian Steele, stuntman e attore statunitense (Milford, n. 1963)

## Tastieristi(5)
- Brian Auger, tastierista britannico (Londra, n. 1939)
- Brian Chatton, tastierista e compositore britannico (Farnworth, n. 1948)
- Brian Jelliman, tastierista, polistrumentista e compositore britannico (Aylesbury, n. 1952)
- Brian Johnston, tastierista britannico (Broxburn, n. 1945)
- Brian Ruedy, tastierista statunitense (Contea di Orange, n. 1970)

## Tennisti(9)
- Brian Baker, ex tennista statunitense (Nashville, n. 1985)
- Brian Dabul, ex tennista argentino (Buenos Aires, n. 1984)
- Brian Fairlie, ex tennista neozelandese (Christchurch, n. 1948)
- Brian Garrow, ex tennista statunitense (Santa Clara, n. 1968)
- Brian Gottfried, ex tennista statunitense (Baltimora, n. 1952)
- Brian Levine, ex tennista sudafricano (Città del Capo, n. 1958)
- Brian Norton, tennista sudafricano (Robben Island, n. 1899 - Santa Clara, † 1956)
- Brian Tobin, tennista e dirigente sportivo australiano (Perth, n. 1930 - † 2024)
- Brian Vahaly, ex tennista statunitense (Camden, n. 1979)

## Tenori(1)
- Fernando del Valle, tenore statunitense (New Orleans, n. 1964)

## Triplisti(1)
- Brian Wellman, ex triplista bermudiano (n. 1967)

## Tuffatori(1)
- Brian Phelps, tuffatore britannico (Chelmsford, n. 1944)

## Velocisti(5)
- Brian Dzingai, ex velocista zimbabwese (Harare, n. 1981)
- Brian Green, velocista britannico (Ormskirk, n. 1941)
- Brian Lewis, ex velocista statunitense (Sacramento, n. 1974)
- Brian Mariano, velocista olandese (Willemstad, n. 1985)
- Brian Shenton, velocista britannico (n. 1927 - † 1987)

## Vescovi anglicani(1)
- Brian Walton, vescovo anglicano, teologo e orientalista britannico (Seymour, n. 1600 - Londra, † 1661)

## Vescovi cattolici(1)
- Brian Farrell, vescovo cattolico irlandese (Dublino, n. 1944)

## Wrestler(16)
- Brian Adams, wrestler statunitense (Kona, n. 1964 - Tampa, † 2007)
- Brian Blair, ex wrestler e politico statunitense (Gary, Indiana, n. 1957)
- The Blue Meanie, wrestler statunitense (Filadelfia, n. 1973)
- Brian Cage, wrestler statunitense (Fresno, n. 1984)
- Palmer Canon, ex wrestler e ex artista marziale misto statunitense (Portland, n. 1975)
- Brian Christopher, wrestler statunitense (Memphis, n. 1972 - Memphis, † 2018)
- Curt Hawkins, wrestler statunitense (Glen Cove, n. 1985)
- Road Dogg, ex wrestler statunitense (Marietta, n. 1969)
- Brian Jossie, wrestler statunitense (Washington, n. 1977)
- Brian Kendrick, wrestler statunitense (Fairfax, n. 1979)
- Brian Knobbs, wrestler statunitense (Allentown, n. 1964)
- Brian Lee, ex wrestler statunitense (St. Petersburg, n. 1966)
- Brian Pillman Jr., wrestler statunitense (Erlanger, n. 1993)
- Axl Rotten, wrestler statunitense (Baltimora, n. 1971 - Linthicum, † 2016)
- Donovan Ruddick, wrestler statunitense (n. 1984)
- Luke Williams, ex wrestler neozelandese (Wellington, n. 1947)

## Zoologi(1)
- Brian John Marples, zoologo inglese (Hessle, n. 1907 - † 1997)

## Senza attività specificata(3)
- Brian Cowen, ex politico irlandese (Clara, n. 1960)
- Brian Cyr, ex giocatore di freccette canadese (New Glasgow, n. 1956)
- Brian Johnson, effettista britannico (Surrey, n. 1939)